# Phare de l'anse à la Barque
Le phare de l'anse à la Barque est situé dans l'anse du même nom, à la limite des communes de Vieux-Habitants et de Bouillante sur la Côte-sous-le-vent à l'ouest de Basse-Terre en Guadeloupe.

## Description
Le phare est constitué d'une tourelle cylindrique peinte en blanc, au fond d'une crique bordée de cocotiers.
Le phare de l'Anse à la Barque domine l'ensemble de l'anse mais un second fanion, construit en 1950, est apposé sur la pointe de l'Anse pour indiquer de nuit l'entrée de celle-ci.

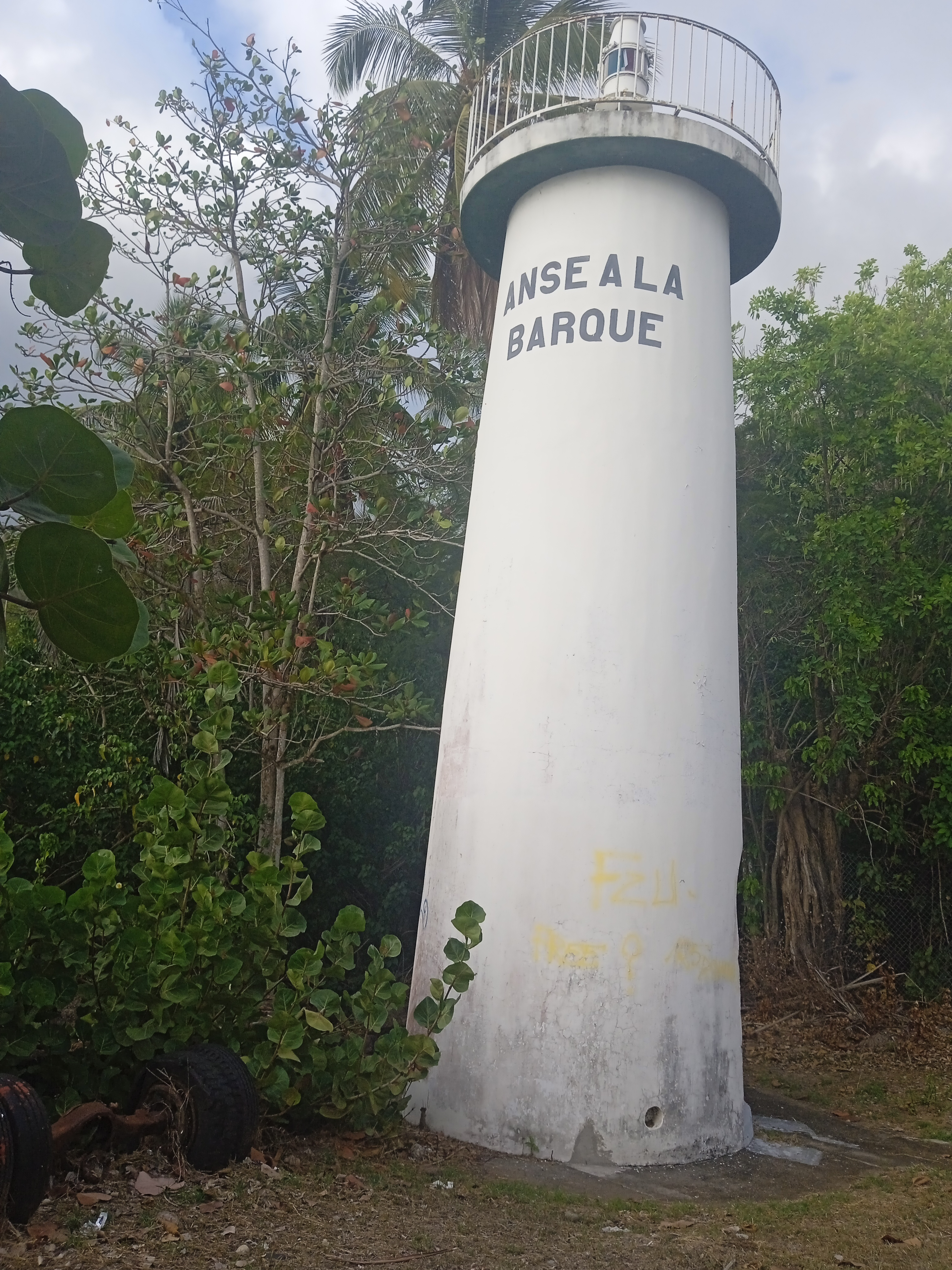
Le phare.
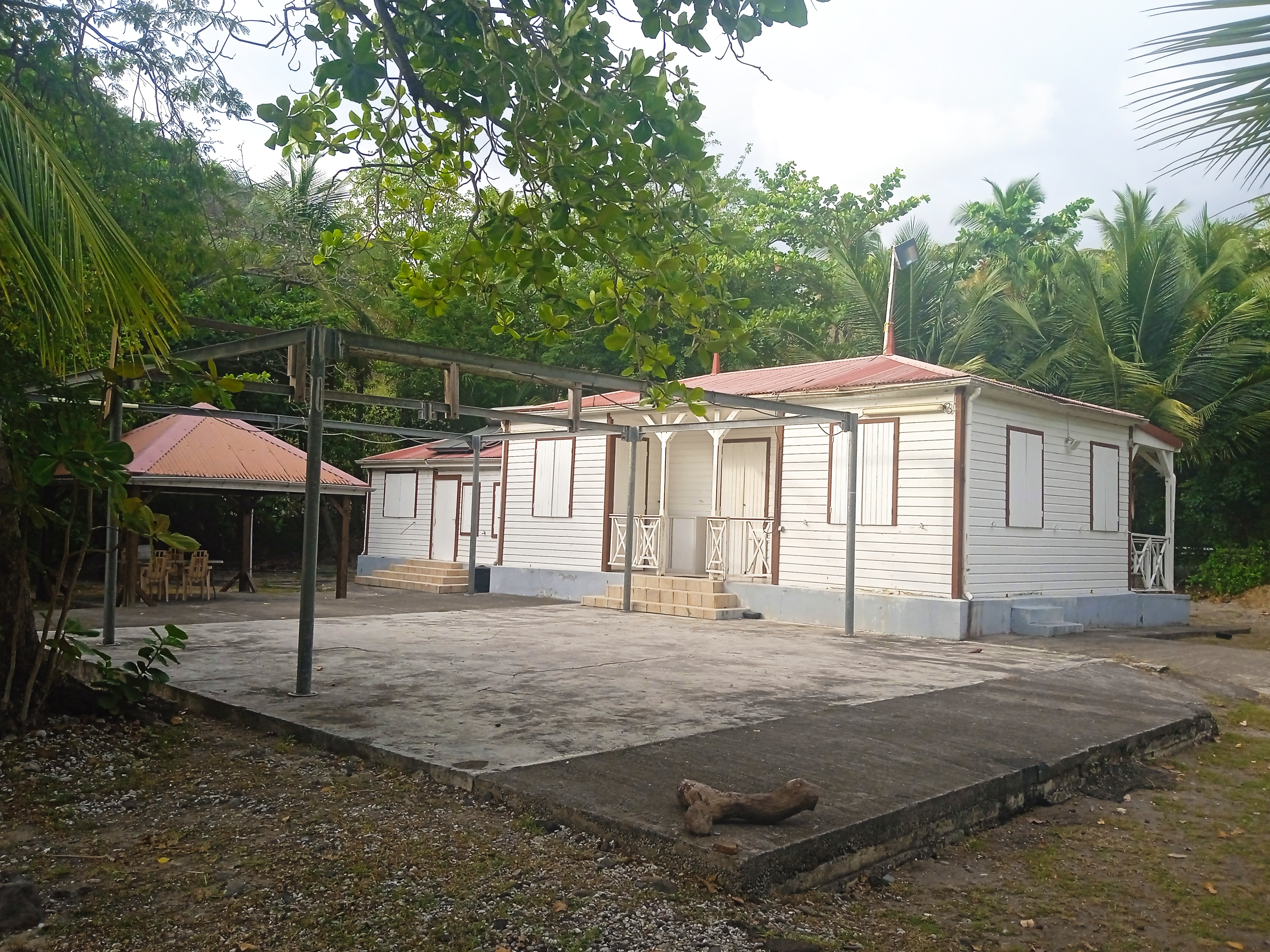
Maison du gardien du phare de l'anse à la Barque.
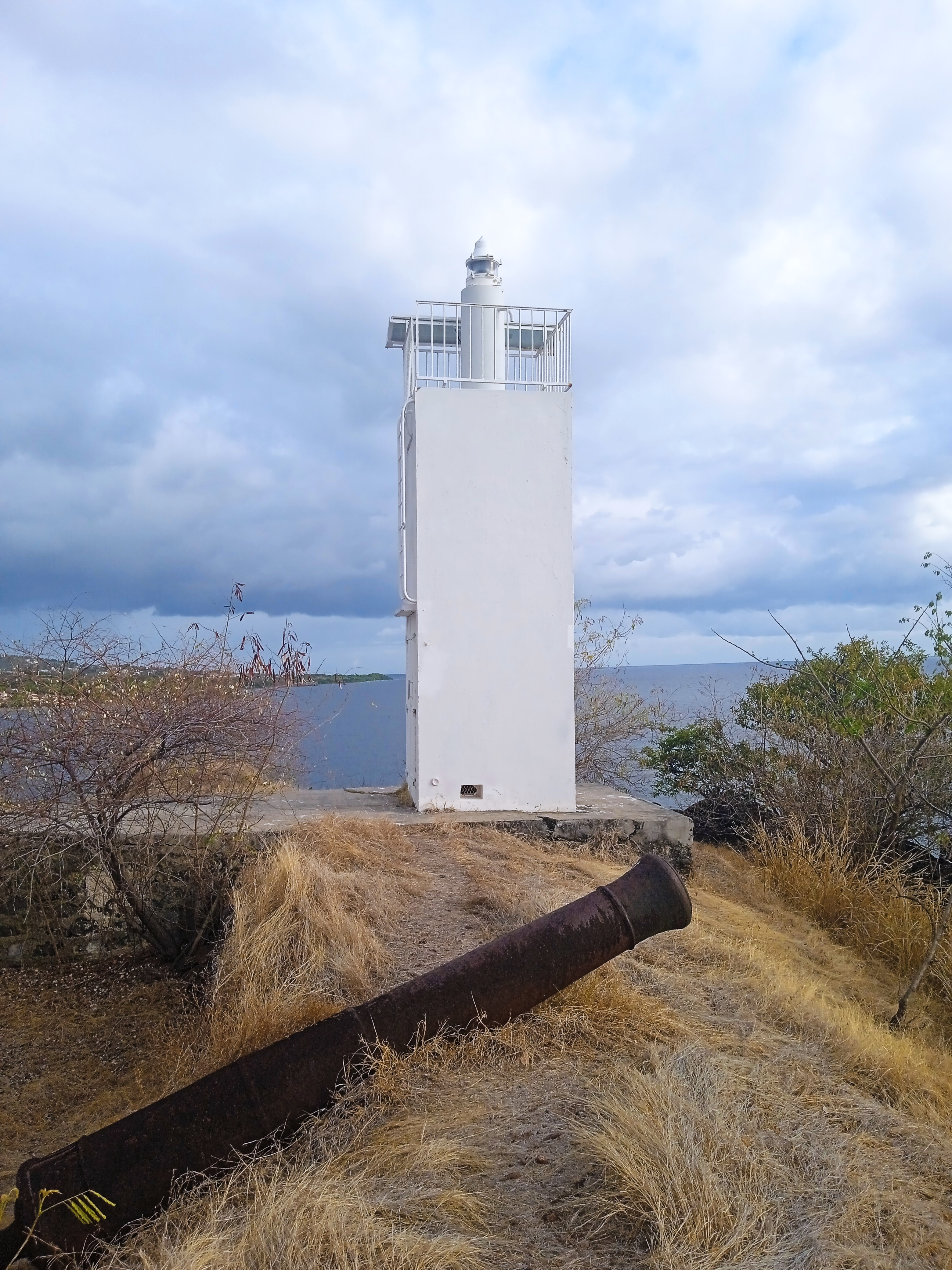
Le second phare situé sur la pointe de l'Anse.

## Histoire
En 1931 deux phares en béton et hauts de six mètres sont construits pour remplacer les deux feux jugeaient insuffisants. Le feu fixe blanc placé au fond de la baie est reconstruit en 1963.
La Maison du gardien est construite en 1933. Il s'agit d'une maison en rez-de-chaussée en ciment, bois du Nord et sapin, matériaux issus des dédommagements versés par les Allemands à l'issue de la Première Guerre mondiale. Une galerie borde la façade. La maison a été fortement endommagée en novembre 1999 lors du cyclone Lenny puis restaurée en 2001.